# Oldřich Sekovský
Oldřich Sekovský (německy Ulrich von Seckau, † 6. nebo 7. července 1268 Piber) byl biskup sekovský a „vzdoroarcibiskup“ salcburský.

## Život
Jeho původ je neznámý. Byl ve službách rakouského vévody Fridricha II. a roku 1243 se dočkal jmenování biskupem sekovským. V srpnu 1256 byl částí salcburských kanovníků zvolen vzdoroarcibiskupem proti dosud úřadujícímu Filipovi Sponheimskému, který dráždil kapitulu svým světským a prostopášným způsobem života. Jako bratranec českého krále měl jeho podporu a nový arcibiskup se svého úřadu nedokázal zmocnit. Arcibiskupem tak zůstal jen titulárně.
Roku 1258 se pokusil za uherské podpory obsadit Salcburk. Neuspěl a dostal se do zajetí Přemysla Otakara II. Po propuštění se obrátil s žádostí o pomoc na bavorského vévodu Jindřicha, který v roce 1262 zorganizoval dva neúspěšné vpády do Salcburska. Prostopášník Filip se na biskupském stolci udržel až do roku 1263, kdy rezignoval. Oldřich Sekovský se za podpory bavorského vévody zmocnil Salcburku o rok později, v roce 1264 a krátce poté se hodnosti salcburského arcibiskupa vzdal. Během bojů o biskupství měl veliké dluhy, roku 1259 byl nucen zastavit své pallium římským a florentským obchodníkům.